# Spectreman

Logo usado internacionalmente.

Spectreman (スペクトルマン Supekutoruman?) es el nombre de un superhéroe y el título de su serie de televisión de ciencia ficción tokusatsu. Producida por P Productions y creada por el productor Souji Ushio, esta serie se emitió en Fuji TV desde el 2 de enero de 1971 al 25 de marzo de 1972, con un total de 63 episodios (divididos en tres segmentos), sin contar el episodio piloto preserie. Este fue el primera gran show de superhéroes de la década de 1970.

## Especificaciones y poderes
Disfrazado como un ser humano (Jôji «George» Gamô), Spectreman solicita su transformación de la Estrella Nebula, o se ordena por mismo para hacerlo. Diciendo «Ryôkai» (了解 - japonés para «Roger»), o «Ready» («Listo») en la versión de Estados Unidos, él levanta su mano derecha hacia la Estrella Nebula, que dispara un haz a él, transformándose en Spectreman, un cíborg con una coraza de oro y cobre, con un casco completo similar a la máscara de Rocketeer. Antes de transformarse de vuelta en un ser humano, sin embargo, él simplemente se desmaya, posiblemente debido al uso de su energía.
Spectreman comienza como de tamaño humano, y puede aumentar su tamaño a voluntad.
Las armas de Spectreman incluyen:
- Spectre-Flash - El arma definitiva de Spectreman, un rayo de energía que dispara de las manos o las muñecas (dependiendo de la pose que lleva a cabo con las manos).
- Shuriken - Shuriken multicolor, que saca de su hebilla del cinturón.
- Spectre-Blades - Cuchillas afiladas que brotan de los antebrazos de Spectreman (una posible inspiración para los del Guyver).
- Spectre-Sword & Shield - Espada y escudo enviados a Spectreman de la Estrella Nebula cuando los solicita.
- Spectre-Gun - Un enorme arma enviada a Spectreman de la Estrella Nebula cuando la solicita.

Mientras Spectreman es prácticamente invencible, todavía puede resultar dañado. En un episodio, cuando se lesionó en la pierna luchando contra un monstruo, la sangre de la herida era verde. Sangró también en otra ocasión, cuando fue mordido en el cuello por un vampiro espacial. Cabe destacar que para ese entonces el color de su sangre había cambiado a amarillo brillante.

## Argumento
Desterrado del tranquilo Planeta E, el científico loco Dr. Gori y su asistente brutal Karras (Lla en la versión japonesa) buscar un nuevo planeta para gobernar después de que el plan de Gori para conquistar Planeta E había sido frustrado por su gobierno. Encontrándose con la Tierra, Gori es cautivado por su belleza, pero está consternado por el mal uso de su entorno por sus habitantes, lo que lleva a una contaminación grave (un tema de suma importancia cuando se realizó esta serie, ya que Tokio era la ciudad más contaminada del mundo en aquel tiempo), por lo que la humanidad debía ser conquistada rápidamente si este planeta era de ser habitable, así que se traza para, irónicamente, utilizar la misma contaminación que azota la Tierra para crear terribles y gigantes monstruos para acabar y/o esclavizar a la humanidad.
La esperanza viene en la forma de la Estrella Nebula 71, un satélite artificial similar a Saturno que observa la Tierra de incógnito. Temiendo que Gori pueda llegar a hacer de la Tierra inhabitable, envían a Spectreman, su agente cíborg, para luchar contra la amenaza del científico loco. Spectreman se disfraza de un hombre japonés llamado Jôji Gamô para caminar entre los seres humanos y explorar desde fuera la amenaza semanal de Gori en nombre de la Estrella Nebula 71. Trabaja con un grupo dirigido por el gobierno llamado los Pollution G-Men, a cargo de Jefe Kurata. Este grupo investiga los fenómenos relacionados con la contaminación, pero no poseen (hasta más tarde en el transcurso de la serie) las instalaciones para manejar monstruos gigantes, así que sin ellos saberlo, su cómico pero misterioso compañero de equipo Jôji desaparece entre ellos, solo para ayudarlos como Spectreman.
A medida que la serie llega a su conclusión, el Dr. Gori es derrotado y conducido a enfrentarse a Spectreman por sí mismo en el último episodio. Mientras el héroe intenta convencerlo de que su notable inteligencia debería ser puesta al servicio de una buena causa en vez de ser utilizado para la destrucción y la tiranía, Gori finalmente se suicida, después de responder que prefería morir antes que negar su supremacía sobre los terrícolas.

## Títulos de la serie
- Space Apeman Gori (宇宙猿人ゴリ - Uchû Enjin Gori, Gori, el hombre simio del Espacio) Episodios 1-21
- Space Apeman Gori Vs. Spectreman (宇宙猿人ゴリ対スペクトルマン - Uchû Enjin Gori tai Supekutoruman Gori, el hombre simio del Espacio vs Spectreman) Episodios 22-39
- Spectreman (スペクトルマン - Supekutoruman) Episodios 40-63

## Lanzamiento

### Estados Unidos
Los 63 episodios de Spectreman fueron doblados al inglés y sindicados a estaciones de televisión a través de América del Norte, incluyendo Superstation TBS, comenzando en el otoño de 1978 (más de siete años después del estreno japonés). El doblaje al inglés fue coescrito e interpretado por el actor Mel Welles, quien es conocido por su interpretación en la versión original de la película The Little Shop of Horrors. Mientras que la versión estadounidense es fiel a la serie original en su mayor parte, el cambio más notable es el nuevo tema musical creado por un equipo de composición de canciones con la melodía de First Day of Forever de la Mystic Moods Orchestra. La versión instrumental fue utilizada para sustituir el tema de la lengua japonesa, y era interpretada sobre escenas de acción. La versión instrumental de la canción japonesa se solía  dejar sola. Otros cambios fueron ediciones para eliminar parte de la violencia considerada demasiado intensa para un programa infantil en los de Estados Unidos en el momento. El diálogo fue a veces alterado para añadir un poco de humor poco convencional de Welles. Mientras que una vez estuvo disponible en VHS, la versión de Estados Unidos no se ha lanzado en DVD.

### Brasil
60 de los 63 episodios de la serie que fueron emitidos en Brasil están disponibles actualmente; una historia de dos partes (episodios 25 y 26), titulada «Un arma para Spectreman», que se exhibió en TV Record de 1981 a 1982 y también fue exhibida por TVS entre 1983 y 1986 y entre 1988 y 1990; no se ha emitido desde entonces, y el episodio 27, titulado «La arena de los monstruos», solo fue emitido en TV Record en 1981 y en 1982; cuando la serie se trasladó a TVS en 1983, este episodio no fue mostrado.

### España
Nunca se llegó a emitir la serie en televisión, solo se pudieron ver los 12 primeros capítulos por medio del video doméstico y alquiler en videoclubs. A mediados de los 80 se editaron tres cintas en los formatos Betamax y VHS con varios episodios unidos, titulándose cada una como: Spectreman, Superman de los 80 (1, 2, 9 y 10); Spectreman II, Contra Zeron y Medron (5, 6, 7 y 8); Spectreman III, El aire está contaminado (3, 4, 11 y 12). Se usó la versión estadounidense con doblaje en castellano.

## Episodio piloto
Bajo el título «Space Apeman Gori» (宇宙猿人ゴリ - Uchû Enjin Gori; que era el primer título de la serie), alternativamente titulado «Superman Elementman» (超人エレメントマン - Chôjin Erementoman), o simplemente «Spectreman: versión piloto», este piloto tiene la misma fórmula exacta, pero con muchas diferencias:
- El aspecto de Gori era diferente al de la versión final (el Gori del piloto se utilizó como «Lla 2» [Kah en los Estados Unidos] en los episodios 5 y 6), y tenía los ojos brillantes. Su rostro aparece justo detrás del logotipo de la serie en el piloto. (El mismo logo prop sería utilizado en los títulos de apertura de la serie, pero visto en una tierra desierta desde arriba.)
- Spectreman (llamado «Elementman» aquí) parecía completamente diferente de la versión final, casi pareciendo un marciano. Llevaba un traje rojo y negro y casco de plata aerodinámico que exponía parcialmente un rostro humano pintado.
- Jôji Gamô fue interpretado en el piloto por Jirō Dan, que abandonó la serie después de la finalización del piloto para protagonizar El regreso de Ultraman. En esta versión piloto, Jôji tenía una tienda de deportes (esto fue una respuesta al boom deportivo popular en Japón).

Los monstruos contra los que Elementman luchó en el piloto fueron Midoron y Zeron, que no solo fueron utilizados en los episodios 3 y 4 de la serie de televisión, sino también en Jaguarman, otro piloto de una de televisión de superhéroes anterior de P Productions de 1967.

## Producción
Los 63 episodios de la serie Spectreman fueron filmados en 16mm. Cada escena se cortó cuidadosamente en un bucle de película mientras que el sonido se registró en sincronización con un bucle magnético de 16 mm de la misma longitud. Todos los servicios de bucleo fueron proporcionados por el estudio Quality Sound en Hollywood. Una vez que los bucles fueron reensamblados, el trabajo de regrabación de sonido era hecho por Irv Nafshun (propietario de Quality Sound) y Bill Navarro (ingeniero de regrabación).